# وارگ ویکرنس

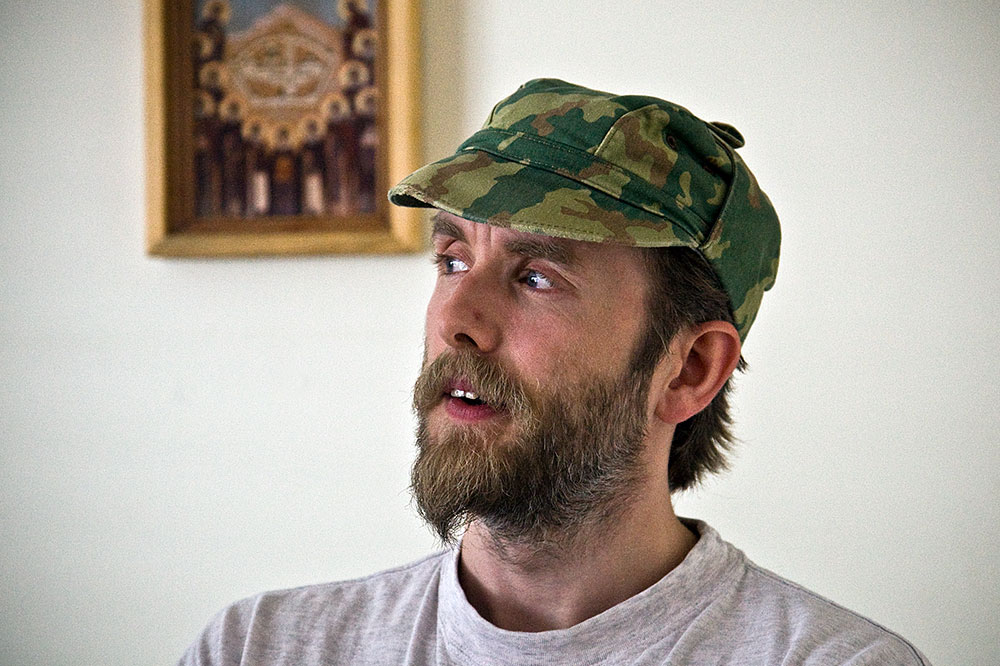
ویکرنس در سال ۲۰۰۹

وارگ ویکرنس (به انگلیسی: Varg Vikernes) (زاده ۱۱ فوریه ۱۹۷۳) خواننده بلک متال اهل نروژ و بنیانگذار گروه موسیقی تک نفره بورزوم است. او در خانواده‌ای ثروتمند، در برگن متولد شد.

## دوران قبل از ورود به عالم موسیقی
کریستین به واسطهٔ شغل پدرش مدت ۳ سال در عراق ساکن شد. او در این ۳ سال مجبور شد به دبستان مسلمانان برود. او همواره از این سالها به عنوان بدترین سالهای عمرش یاد می‌کند. هنگام بازگشت به نروژ با موجی به نام دین ستیزی مواجه شد. در دهه ۸۰ میلادی موجی که ابتدا توسط انتان لاوی در سال‌های گذشته در ایالات متحده به راه افتاده و بیشتر شبیه وارونه کردن دین مسیحیت بود، حالا دیگر تبدیل به دین ستیزی گشته بود. جوانان منطقهٔ اسکاندیناوی خواهان بازگشت به تاریخ کهن اسکاندیناوی بودند اما دیگر حریم مقدسات، توسط لاوی و پیروان فکری اش دریده شده بود. دیگر اهانت به مسیح و کلیسا چیز جدیدی نبود. در آن سالها بهترین شیوهٔ بیان عقاید ناهنجار و اعتراضی استفاده از موسیقی بود.
کریستین هم، از جمله طرفداران پاگانیسم بود. وی هم پا در عرصه موسیقی گذاشت که بعدها مسیر زندگی اش را دگرگون کرد. آن جوانان همگی به سبک نو ظهور بلک متال رو آوردند. سبکی بسیار عمیق و کاملاً غیر تجاری و زیرزمینی.

## تغییر نام
به علت اینکه کریستین نام عیسی است و او یک ضد مسیحیت، اسم خود را به وارگ یعنی گرگ تغییر داد. وارگ ویکرنس علاقه‌ای به این موضوع ندارد و تاریخ مشخصی از این تغییر نام در دسترس نیست ولی می‌توان گفت حوالی سال ۹۰ این اتفاق افتاده‌است.

## مذهب
او همچنین در نوشتارهای زندان‌اش بیان می‌کند که هرگز یک شیطان‌پرست نبوده‌است و بلکه یک پاگان هست.
آئین پاگانیسم، یک آئین کهن اسکاندیناوی است که مانند بسیاری از دین‌های کهن معتقد به چند خدایی هستند و اودین (از یک چشم کور است و کلاغ سنبل اوست) خدای خدایان آنهاست.

## تشکیل خانواده
او در سال ۹۲ با یک دختر نروژی در یک دیسکوی زیر زمینی آشنا شد که موسیقی تکنو در آن پخش می‌شد. آنها قبل از ازدواج رسمی، صاحب یک فرزند دختر شدند و بعد از زندانی شدن ورگ به جرم قتل با هم ازدواج کردند. آنها در حال حاضر صاحب دو فرزند هستند و همسر ویکرنس برای سومین بار باردار است. شایان ذکر است که جز فرزند اول آنها، دو فرزند دیگر آنها مربوط به دوران زندان ویکرنس هستند.

## ارتکاب قتل
وارگ ویکرنس به دلیل اختلافات عمیقی که با یورنیموس (گیتاریست شیطان‌پرست گروه بلک متال میهم) داشت مرتکب قتل وی شد. او به خاطر این قتل و همچنین سایر جرائم، به ۲۱ سال زندان محکوم شد که طبق قانون نروژ، بالاترین مجازات محسوب می‌شود.

## سایر جرائم
او همچنین به خاطر سوزاندن چهار کلیسا از جمله یک کلیسای تاریخی در نروژ و سرقت و نگهداری مواد منفجره به مدت ۵ سال زندانی گردید که با توجه به ارتکاب قتل، جمعاً محکوم به ۲۱ سال حبس — اشد مجازات در نروژ — شد.

## دوران محکومیت
او در اواخر سال ۱۹۹۳ به زندان فرستاده شد و سر انجام بعد از چندین مرتبه که قاضی با عفو او مخالفت کرده بود در تاریخ ۲۴ می ۲۰۰۹ آزاد شد. او در زندان ۲ آلبوم با سبک دارک امبینت ساخت و چندین جلد کتاب نیز نوشت و منتشر کرد. او در تمام طول ۱۶ سال زندان‌اش تنها دو مرتبه با روزنامه‌نگاران مصاحبه کرد.